# Ngành Luân tảo
Ngành Luân tảo hay ngành Tảo vòng (danh pháp khoa học: Charophyta) là một ngành tảo lục, bao gồm các họ hàng gần nhất của thực vật có phôi (Embryophyta). Ở một số nhóm, chẳng hạn như tảo lục tiếp hợp, không có các tế bào roi. Nhóm này không tham gia vào sinh sản hữu tính, và tính linh động cũng không có sự tham gia của các roi, do chúng hoàn toàn không có. Các tế bào roi dưới dạng tinh trùng được tìm thấy ở luân tảo (bộ Charales) và Coleochaetales.

## Phân loại
Do loại trừ phần là thực vật có phôi nên Charophyta tạo thành một nhóm cận ngành (mặc dù ngành Charophyta đôi khi chỉ hạn chế là chứa bộ Charales, và khi đó nó là đơn ngành). Charophyta cộng với thực vật có phôi tạo thành nhóm Streptophyta, và nhóm này là đơn ngành.
Ngành Luân tảo Charophyta
- Lớp Charophyceae
  - Bộ Charales
    - Họ Characeae
      - Chi Chara - Lamprothamnium - Lychnothamnus - Nitella - Tolypella
- Lớp Coleochaetophyceae
  - Bộ Coleochaetales
    -       - Chi Chaetosphaeridium

    - Họ Coleochaetaceae
      - Chi Coleochaete - Phyllactidium
- Lớp Klebsormidiophyceae
  - Bộ Klebsormidiales
    - Họ Klebsormidiaceae
      - Chi Chlorokybus - Entransia - Hormidiella - Klebsormidium
- Lớp Mesostigmatophyceae
  - Bộ Mesostigmales
    - Họ Mesostigmataceae
      - Chi Mesostigma
- Lớp Zygnematophyceae
  - Bộ Desmidiales
    - Họ Desmidiaceae
      - Chi Actinotaenium - Allorgeia - Amscottia - Arthrodesmus - Bambusina - Bourellyodesmus - Cosmarium - Cosmocladium - Croasdalea - Cruciangulum - Desmidium - Docidium - Echinella - Euastrum - Groenbladia - Haplotaenium - Heimansia - Hyalotheca - Ichthyocercus - Ichthyodontum - Micrasterias - Onychonema - Oocardium - Phymatodocis - Pleurotaeniopsis - Pleurotaenium - Prescottiella - Sphaerozosma - Spinocosmarium - Spondylosium - Staurastrum - Staurodesmus - Streptonema - Teilingia - Tetmemorus - Triploceras - Xanthidium

    - Họ Mesotaeniaceae
      - Chi Ancylonema - Cylindrocystis - Geniculus - Mesotaenium - Netrium - Roya - Spirotaenia - Tortitaenia

  - Bộ Zygnematales
    - Họ Closteriaceae
      - Chi Closterium - Spinoclosterium

    - Họ Peniaceae
      - Chi Genicularia - Gonatozygon - Penium

    - Họ Zygnemataceae
      - Chi Debarya - Hallasia - Mougeotia - Mougeotiopsis - Sirocladium - Sirogonium - Spirogyra - Staurocarpus - Temnogametum - Trigonum - Tyndaridea - Zygnema - Zygnemopsis - Zygogonium

## Hình ảnh

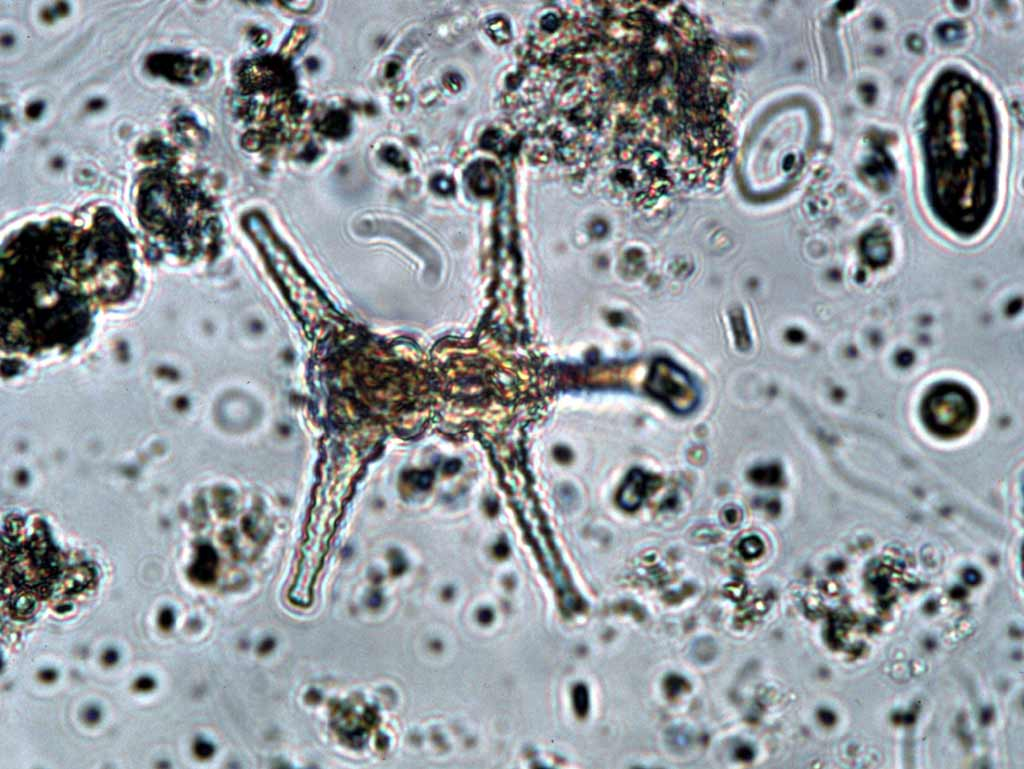
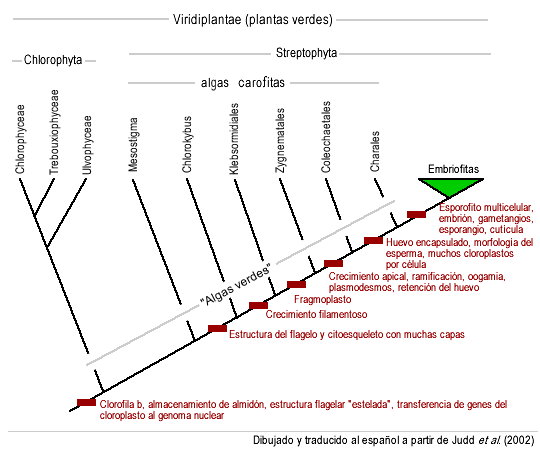
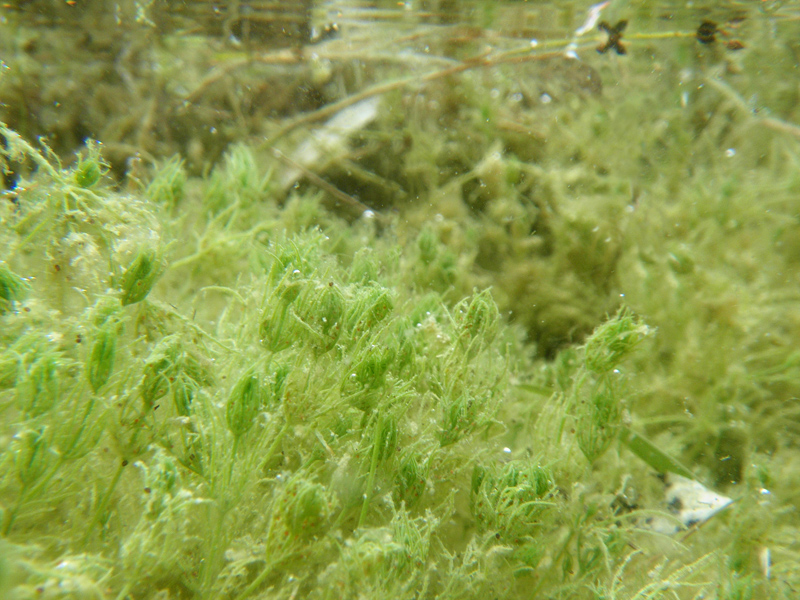
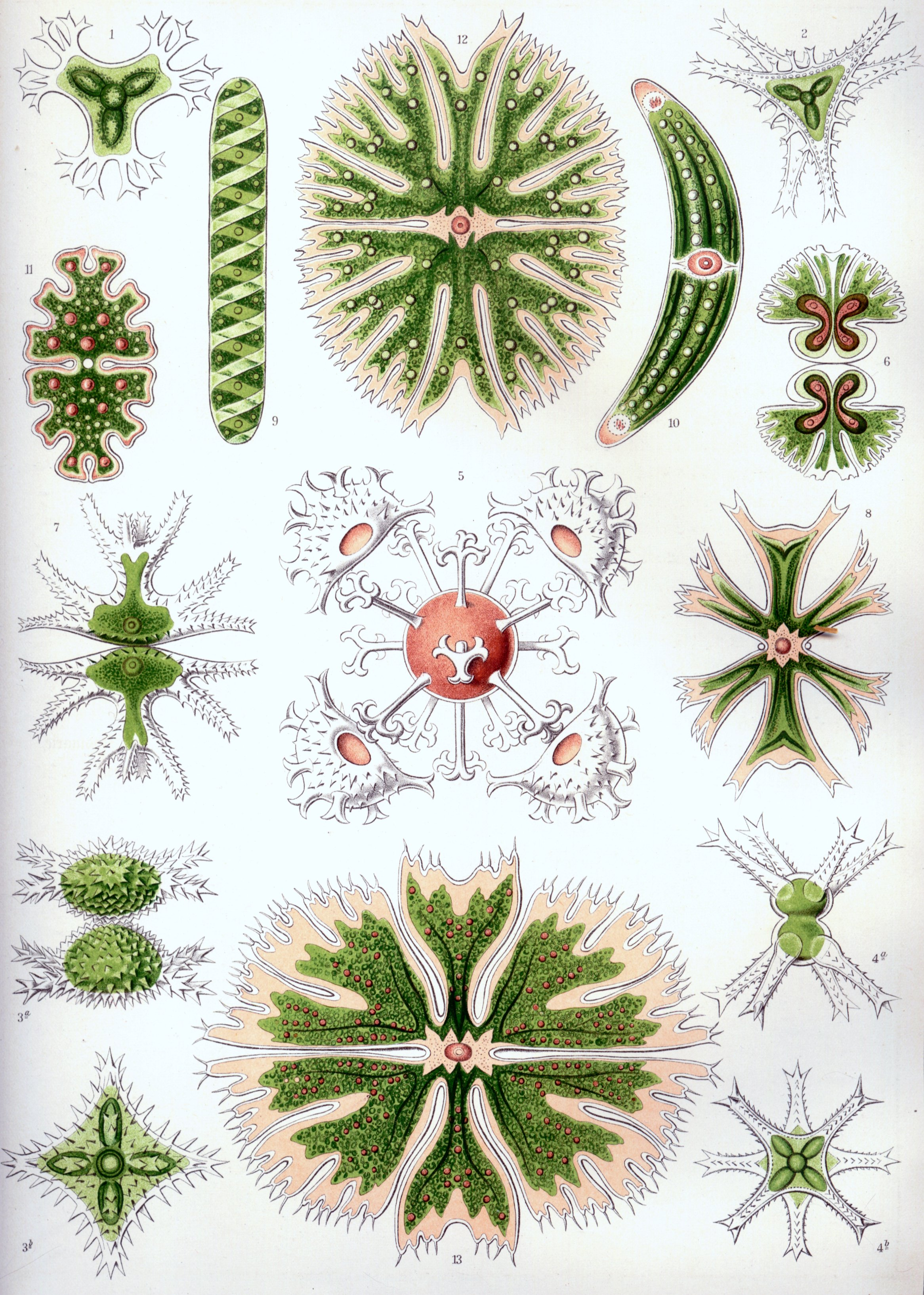